# مجله روان‌شناسی بالینی
مجله روانشناسی بالینی (انگلیسی: Journal of Clinical Psychology) یک ژورنال پزشکی است که ماهانه توسط نشر وایلی-بلک‌ول منتشر می‌شود.